# 레토
레토(그리스어: Λητώ)는 고대 그리스 신화에 등장하는 신으로, 제우스와의 사이에서 아폴론과 아르테미스를 낳았다. 레토는 고대 로마 신화의 “라토나”에 해당한다.

## 레토의 출산
레토가 제우스의 쌍둥이를 임신한 사실을 전해들은 제우스의 아내 헤라는 분노하여 레토가 그리스의 본토나 섬 어디에서도 몸을 풀지 못하도록 금지했다. 만삭이 된 레토는 아이를 낳을 땅을 찾아다니다 바다에 떠 있는 섬인 델로스에 도착했다. 델로스는 떠다니는 섬이었으므로 본토에도, 제대로 된 섬에도 속하지 않았다. 레토는 델로스 섬에게 아이를 낳을 자리가 되어준다면 영광스런 신의 탄생한 성지로 숭배받을 것이라고 약속했다.
헤라는 딸인 출산의 여신 에일레이티이아가 레토를 돕지 못하도록 막았다. 하지만 제우스의 명령으로 무지개의 신 이리스가 에일레이티이아를 델로스 섬으로 데려가 레토는 겨우 아폴론를 먼저 출산하였고,쌍둥이 여동생인 아르테미스를 낳았다.
레토의 선약대로 델로스 섬은 아폴론 탄생의 성지로 숭배받았다.

## 아폴론, 아르테미스, 그리고 레토
아폴론과 아르테미스는 어머니 레토를 여러 번 위기에서 구해주었고 그녀의 명예를 지켰다.
- 레토를 괴롭혔던 큰 뱀을 아폴론이 화살을 쏘아 죽였다.

- 레토를 강간하려 한 티탄을 아르테미스(일설에 따르면 아폴론)가 화살을 쏘아 죽였다.

- 테베의 여왕 니오베는 자신은 일곱 아들과 일곱 딸이 있는데, 레토에겐 고작 아들 하나, 딸 하나밖에 없다며 불경스러운 말을 했다. 이에 대한 보복으로 아폴론과 아르테미스는 각각 니오베의 일곱 아들과 일곱 딸을 독화살로 쏘아 죽였다. 비탄에 빠진 니오베는 돌이 되었다.

## 같이 보기
- 레툰
- 크산토스